# Inventos infernales
 Inventos infernales es el tercer libro de la serie fantástica de Máquinas mortales, escrito por Philip Reeve y publicado en 2005.

## Personajes
- Hester Shaw
- Tom Natsworthy
- Wren Natsworthy
- Theo Ngoni
- Anna Fang
- Oenone Zero
- Shrike
- Fishcake